# Lucio Filippucci
Lucio Filippucci (Bolonia, Italia, 30 de noviembre de 1955) es un dibujante de cómic italiano.

## Biografía
En 1975 empezó a trabajar para algunas historietas eróticas de la Edifumetto. En 1979 sustituyó a Milo Manara come dibujante de la serie Chris Lean, publicada en la revista Corrier Boy, donde también ilustró varias historias breves. Trabajó para el mercado francés con el colega Giovanni Romanini y, al mismo tiempo, ilustró unas campañas publicitarias para el ayuntamiento de Bolonia y la región Emilia-Romaña. Para la Edifumetto dibujó también 16 episodios de la serie Raimbo (1985-1986) e I ragazzi della 3ª B junto a Romanini (1988-1989). En los años 1990 ilustró dos manuales cómicos de Patrizio Roversi (Manuale di autodifesa televisiva, Sperling & Kupfer) y de Syusy Blady (Manuale della tap model, Longanesi). 
Colaboró con la Panini y otras editoriales ilustrando libros infantiles. Empezó a colaborar con la editorial Bonelli, entrando en el equipo del cómic Martin Mystère y de sus spin-offs. En 2003 ilustró el libro I giardini venuti dal vento de su esposa Maria Gabriella Buccioli, que trata del jardín botánico que ellos mismos cuidan en la localidad de Loiano, galardonado con el Premio «Giardini botanici Hanbury». En 2005 le fue otorgado el Premio ANAFI como mejor dibujante. En 2008 realizó un álbum especial de Tex con guion de Gino D'Antonio, para luego dibujar varios episodios de la serie regular de este cómic.